# جائزة زي سيني لأفضل حوار
جائزة زي سيني لأفضل حوار هي فئة من جوائز زي سيني الفنية لأفضل حوار، تمنح الجائزة سنويا من قبل لجنة تحكيم تنظمها شركة زي للمشاريع الترفيهية على شكل احتفالية ضخمة لتوزيع جوائز الصناعة السينمائية الهندية عن الأفلام الصادرة في العام السابق من 1 يناير إلى 31 ديسمبر.
يتم الإعلان عن الفائز أو الفائزة إبان الحفل الفعلي كل عام في شهر مارس.

## الفائزون
| السنة | الفائزون                                 | الفيلم                         |
| ----- | ---------------------------------------- | ------------------------------ |
| 2003  | بيوش ميشرا رانجيت كابور راجكومار سانتوشي | أسطورة بهاجت سينغ (فيلم)       |
| 2004  | Abbas Tyrewala                           | Munnabhai M.B.B.S.             |
| 2005  | فيشال بهاردساج                           | مقبول                          |
| 2006  | فيدو فينود تشوبرا Rekha Nigam            | المرأة المتزوجة (فيلم هندي)    |
| 2007  | راجكومار هيراني                          | استمر يا مونا بهاي (فيلم هندي) |
| 2008  | Jaideep Sahni                            | النصر للهند (فيلم هندي)        |
| 2009  | لا جوائز                                 | لا جوائز                       |
| 2010  | لا جوائز                                 | لا جوائز                       |
| 2011  | راجات أرورا                              | ذات مرة في مومباى              |
| 2012  | راجات أرورا                              | الصورة القذرة                  |
| 2013  | سانجاي شوهان تيجمانشو دهوليا             | بان سينغ تومار (فيلم)          |
| 2014  | هيمانشو شارما                            | رانجانا                        |
| 2015  | جوهي شاتورفيدي                           | بيكو (فيلم)                    |
| 2016  | -                                        | -                              |
| 2017  | ريتيش شاه                                | وردي                           |
| 2018  | نيتش تيواري                              | Bareilly Ki Barfi              |
| 2019  | سوميت أرورا                              | ستري                           |